# Hanácká palma

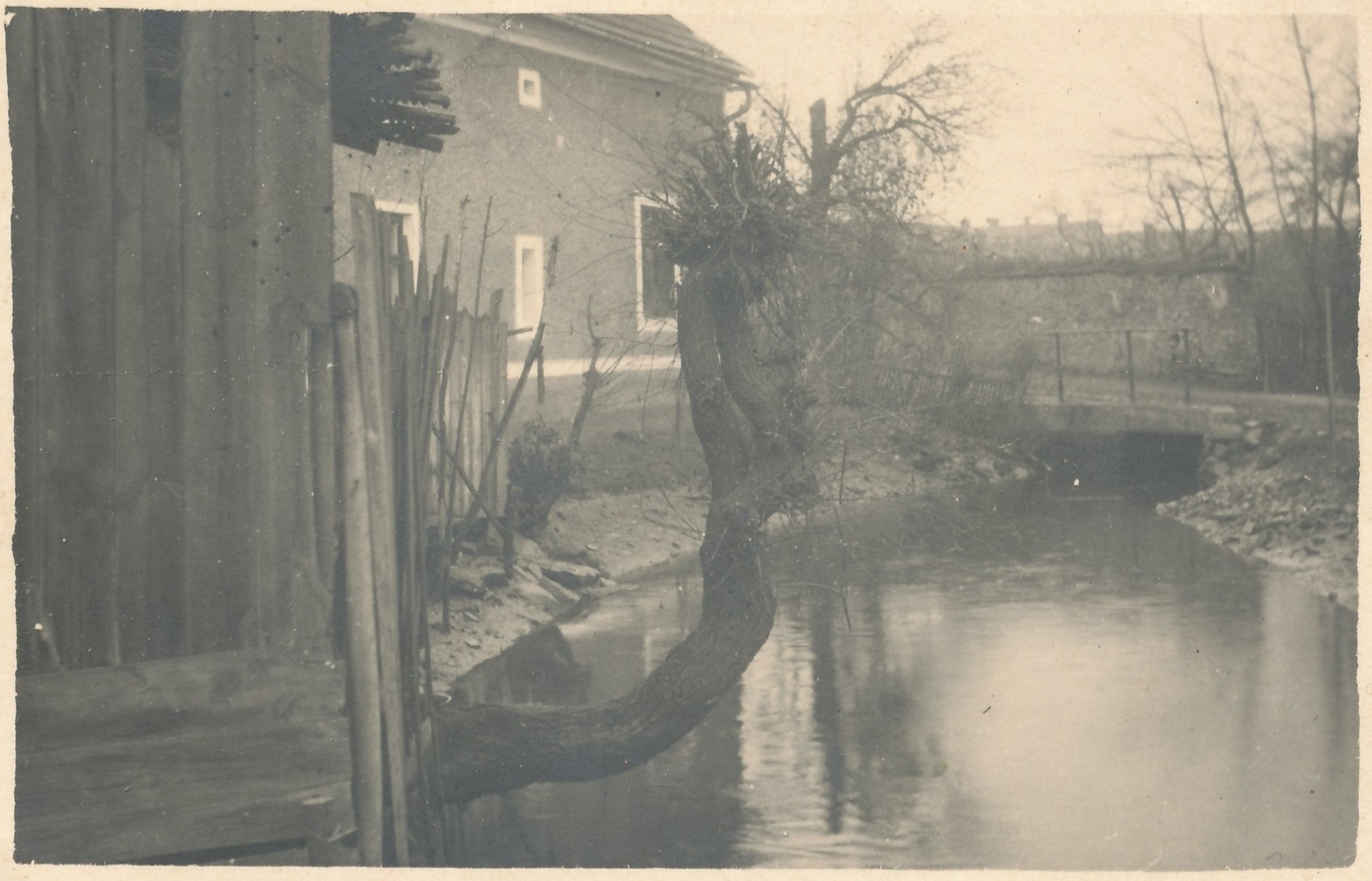
Hlavatá vrba rostoucí na břehu mlýnského potoka (náhonu).

Hanácká palma je název, jímž se v oblasti Hané a v jejím okolí označuje hlavatá vrba (hlavatka).

## Historie
Převážná část podhorské oblasti sníženin mezi Karpaty a Jeseníky (oblast mezi Hostýnskými vrchy, Moravskoslezskými Beskydami a Oderskými vrchy) je zemědělská a téměř bezlesá (moravské Záhoří, Kelečsko, Hranicko, Pobečví, Valašskomeziříčsko). V minulosti byl pro nezastavěné části obcí oblasti příznačný stromový porost hlavatých vrb. Zvláště v území, v němž lesy zabíraly menší plochu, se používaly jako zdroj palivového dříví. Využívání vrb dokládá starší zpráva o pastvině Závrbek u Lipníka z roku 1453. Vrbiny v poli jsou zmíněny v roce 1786 pro okolí Přerova.
U stromořadí jdoucích podél potoků a mlýnských náhonů, jak je zachycují mapy stabilního katastru z 20. let 19. století, se předpokládá, že jde o aleje tvořené hlavatými vrbami. Vrby byly nazývány „hanáckou palmou". Na přelomu 19. a 20. století byl tento typický krajinný obraz tvořený hlavatými vrbami i na okraji Hané již považován za přežitek: "Pohled, jejž hanácké dědiny se zachovaným starobylým rázem ze vzdálí poskytují, jest takový: vysoké doškové (slaměné) střechy stodol obklopujících dědinu zevnějším věncem, vyčnívají vysoko nad střechy domů. Jenom věž a střecha kostela na vyvýšeném místě návsi stojícího, pne se ještě nad tyto střechy stodol zároveň s několika štíhlými topoly. Ostatně však neviděti z hanácké dědiny, blížíme-li se k ní, nic než zahradní zídky (na jižní Hané ploty) a mezi stodolami hojnost stromů ovocných. Řada nezbytných při hanácké krajině vrb — „hanácké palmy“ — označuje směr řečiště potoka." Jako o možné náhradě za ně se uvažovalo o ovocných stromech: „Na některých místech nemohou se rozloučiti s „hanáckou palmou“ (rozuměj vrbou). Ó, co by tu mohlo všady ještě ovocných stromů býti! Ó jaký prospěch by z toho jednotlivcům i celému světu vzešel!“.

## Současnost
Dosud se takové staré mohutné vrby hlavatky stále nachází na mnoha místech v krajině mezi Hanou a Valašskem. Při silnici mezi Komárovicemi a Kelčí stojí u mlýnského náhonu. Rostou u Blazického potoka v Loukově, kolem potoka Žebrák mezi Lešnou a Palačovem, také u potoka jihovýchodně od Loukova. V Dobroticích v části Trávníky stojí při polní cestě. Jsou na několika místech v Babicích. Vrby zde rostou na několika místech: u náhonu nedaleko návsi, na místě U Mostka, v Jasenově (potok Jasenov) nebo v Hluboké. Místními jsou tam stále soustavně seřezávány. Životnost vrb se prodlužuje pravidelným ořezáváním. Stromy mohou být staré několik staletí. Některé mohou sahat až do raného novověku. Mladší výsadby se téměř nevyskytují. Řada mladých vrb byla vysázena před Bezuchovem u Oprostovického potoka.